# Utkatasana

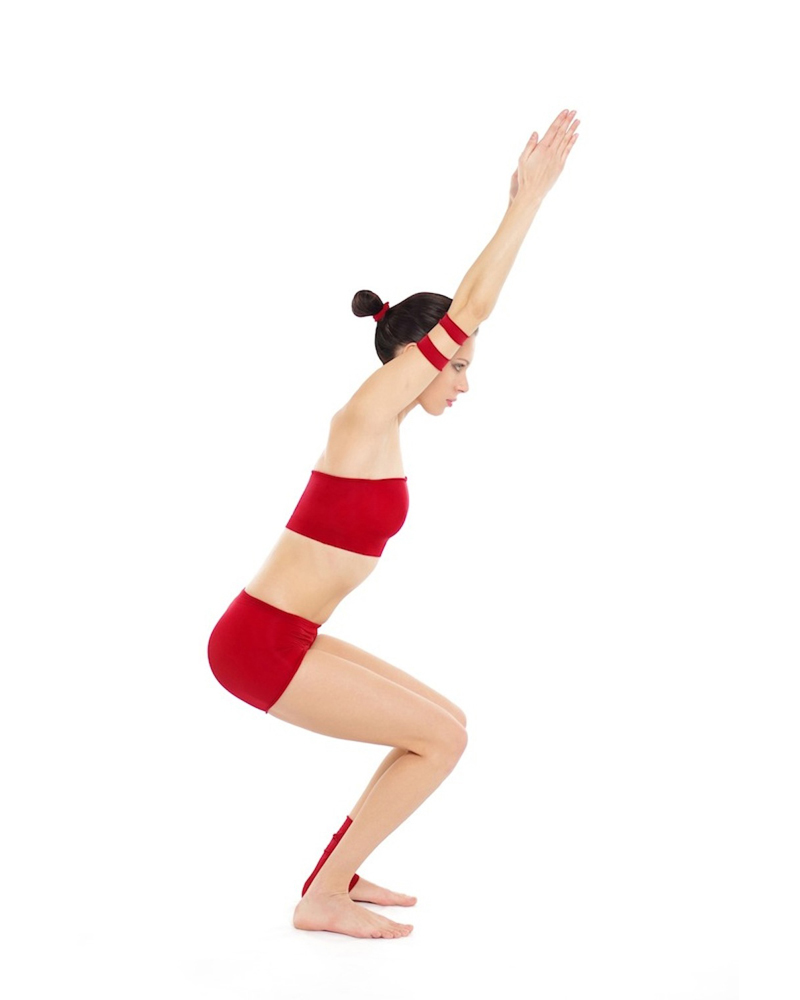
Utkatasana, postura de la cadira

Utkatasana (sànscrit: उत्कटासन; IAST: Utkaṭāsana), és una asana (postura) del ioga coneguda com "La postura de la cadira" per la semblança que té amb la forma d'una cadira. És una postura de nivell bàsic.

## Etimologia
Nom sànscrit compost de les paraules ''utkata'' (उत्कट, utkaṭa) que significa “intens”, “poderós”, "ferotge" i ''asana'' (आसन) significa "postura" o "posició". Literalment significa “Postura Forta”.

## Progressió de l'asana (Vinyasa Krama)

### Inici de la postura
S'inicia la postura des de Tadasana (Postura de la Muntanya), s'inspira i s'eleven els braços cap al cel, paral·lels entre ells i amb els palmells de les mans mirant-se una contra l'altra. En l'exhalació es dobleguen els genolls tractant de mantenir les cuixes el més paral·lels a terra possible. En general, els genolls tendeixen a anar cap endavant. Un cop flexionades les cames es pot fer un cop d'ull als teus peus, si s'aconsegueixen veure, llavors la postura és correcta. Si per contra, no es poden veure s'hauran de portar els genolls cap enrere mantenint les cuixes gairebé paral·leles a terra. Els genolls queden gairebé just damunt dels turmells. Es recomana mantenir la postura entre 30 segons i 1 minut o bé el temps idoni que necessiti el cos en el moment de la pràctica.
Descripció pas a pas de la realització de la postura: 
1. S'inicia amb la postura Tadasana. S'inhala i s'aixequen els braços perpendicularment al sòl. Mantenint els braços paral·lels, amb els palmells cara a cara o bé units.
2. S'allarga l'esquena, es porten les espatlles cap enrere tot ajuntant els omòplats, es llisquen cap avall i amb la part inferior dels omòplats s'aixeca el cor i l'estèrnum. Es porta el còccix cap a terra i cap a dintre tot mantinent la zona lumbar estirada.
3. S'exhala i es dobleguen els genolls tractant de situar les cuixes tan paral·leles a terra com es pugui. Intentant que els genolls no sobrepassin massa els dits dels peus.
4. S'assegura que el pit no està massa inclinat cap a davant i que els braços estan forts estirats cap amunt i aixecant el cor.
5. Es manté la posició de trenta segons a un minut.
6. Per desfer la postura, s'estira els genolls amb una inhalació. S'exhala i s'allibera els braços cap a tots dos costats tornant a la posició de Tadasana.

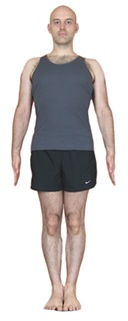
Tadasana. Postura d'inici per realitzar utkatasana

### Observacions durant la posició estàtica
El secret per mantenir aquesta postura amb comoditat és poder relaxar els caps del fèmur cap als talons.
És important dirigir el sacre (el final de l'esquena) cap a terra per mantenir la zona lumbar estirada en comptes d'arquejada.
Cal tenir pressent de pressiona les escàpules contra l'esquena i mantenir la mirada relaxada amb el cap just entre les espatlles.
Si apareix dolor a les espatlles, variarem la col·locació de les extremitats superiors.
L'activació dels peus i de les mans atorga direcció al moviment.
Mantenir la mirada cap endavant si tens dolor en el coll o marejos.

### Desfer la postura
Per desfer la postura s'estiren els genolls amb una gran inspiració, tot estenent ben els braços cap amunt. Es baixen els braços als costats tot expirant. Descansar en Tadasana (Postura de la Muntanya).

## Actitud mental (Bhâvana)
Utkatasana ens ensenya a trobar el nostre “magatzem d'energia” al centre del nostre cos, situat a la pelvis.

## Respiració
En aquesta postura s'activen els músculs més grans del cos, que són els que més oxigen consumeixen. Això, afegit al fet que volem mantenir l'extensió axial (esquena estirada per complet i braços estesos) mentre flexionem les cames, representa sovint un repte.

## Compensació (Pratikriyâsana)
Per compensar la postura Utkatasana pots utilitzar les següents postures:
- Postures de flexió per relaxar l'esquena i les espatlles.
- Postures de mobilització articular de la columna per relaxar-la.
- Postures que afavoreixin l'exhalació.
- Postures que permetin relaxar les cames i malucs.
- Postures asimètriques.[7]

## Beneficis
Des del punt de vista del ioga, la regió pelviana (des del melic fins al sòl pelvià) no només alberga els òrgans de la procreació, de la digestió i de l'eliminació, sinó que també controla el flux d'energia al llarg de la columna vertebral. Si la pelvis està mal alineada, la resta de la columna vertebral, i per extensió, la postura, estarà desequilibrada. Pot produir dolor a la zona lumbar i sobrecàrrega del genoll i del turmell. Quan la pelvis està centrada i alineada amb la gravetat, hi ha una sensació de vigor i vitalitat dins de l'asana, com si ens trobéssim assentats en un doll d'energia.
D'altres beneficis de realitzar la postura són:
- Enforteix els turmells i els músculs de les cames tot desenvolupant-se de forma equilibrada.
- Tonifica els òrgans abdominals, la pelvis i l'esquena.
- El pit i el diafragma s'obren.
- Obri la zona de les espatlles i la caixa toràcica tot estimulant el cor.
- Calma el sistema nerviós.
- Millora la concentració.
- Millora els peus plans.[2][5]

## Contraindicacions
- Embarassades
- Problemes coronaris
- Pressió baixa
- Mals de cap
- Mal de cap
- Diarrea[5]

## Adaptacions
Per aprendre aquesta postura es pot practicar amb l'esquena recolzada a la paret. Lliscant cap avall fins que les cuixes estiguin paral·lels a terra amb els genolls flexionats 90 graus, i el tors i els braços estesos cap amunt. Manteni la postura tot el temps que es pugui, descansar i repetir

## Variants
D'altres variants són:

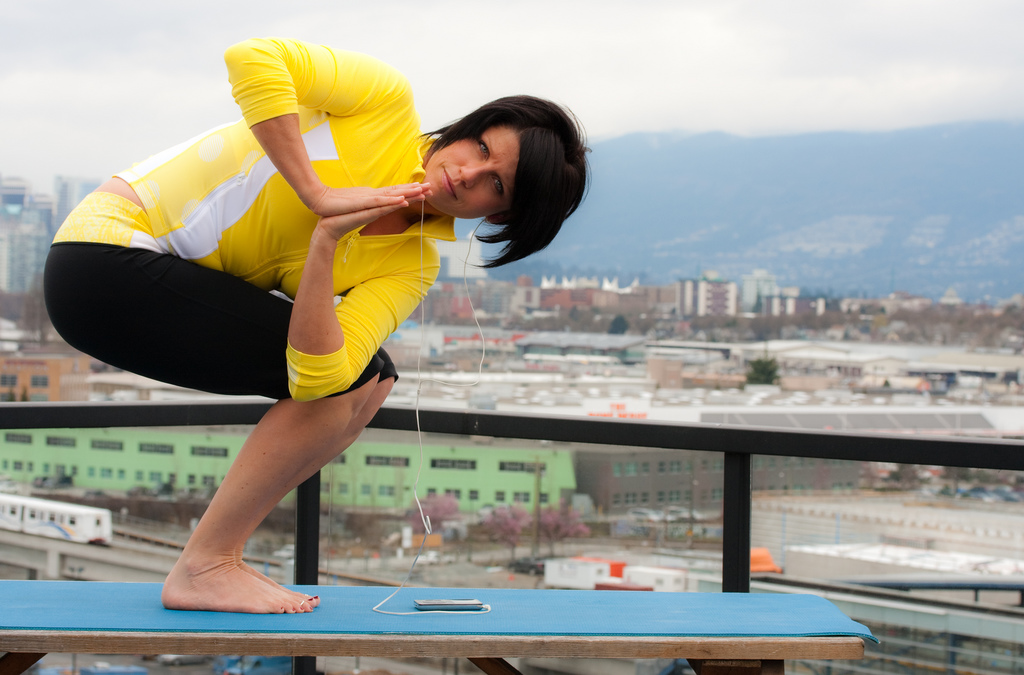
Parivrtta Utkatasana, és una variant de la postura utkatasana

- Ardha Utkatasana (mitja postura de la cadira o mitja postura de força)
- Parivrtta Ardha Utkatasana (postura de la cadira amb flexió)